# Алохтоне врсте
Алохтоне врсте су врсте које су стране (незавичајне, егзотичне, унесене) у одређеном географском подручју. Углавном до њиховог ширења долази антропогеним утицајем (увезу се путем трговине), и оне се – уколико одбегну – касније у новој средини неконтролисано или привремено рашире.

## Порекло речи и опис појма
Алохтон (ἀλλόχθων) долази из комбинације грчких речи ἄλλος [алос] стран и χθών [хтон] земља, у буквалном значењу "долази из другог подручја". Супротна реч је аутохтон (αὐτόχθων) која долази комбинацијом грчких речи αὐτός [аутос] самосталан, исти, и поново χθών [хтон] земља, подручје, што значи "потиче одавде, са исте ове земље".
Појам алохтоности је најважнији у екологији, а нарочито у биогеографији, науци која покушава да дефинише распрострањеност врста. Алохтоне врсте су такође све гајене и хортикултурне биљке, без обзира живе ли у људском окружењу или су се појавиле и у природи.
Супротност алохтоним (страним, увезеним) врстама су аутохтоне (домаће) врсте.
Нису све алохтоне, то јест увезене врсте уједно и инвазивне, али неке су опасност по домаћи биодиверзитет, па чак и за привреду (пољопривредне штеточине).
Проблем алохтоности је као и у случају инвазивних биљака да се стране врсте, унете често са других континената у новој средини добро сналазе, немају природног непријатеља, те се неконтролисано шире. Када се врсте појаве ван свог аутохтоног ареала, то се најчешће дешава човековим директним деловањем, па се тада зову интродуковане врсте у регијама где нису домаће. Интродукција страних врста у нову средину може бити намерна (нпр. путем илегалне трговине заштићеним врстама), ненамерна (нпр. кроз увоз семенског материјала у пољопривреди), случајна (нпр. шкољке налепљене на бродове) и природна (током експазије и мигрирања).

## Терминолошки проблеми, синоними
Алохтонизам се различито дефинише од струке до струке. Тако су гајене, украсне биљне врсте (зову се и орнаменталне), као и рецимо украсна живина или папагаји – егзоте. У ширем смислу, и гајене егзоте су алохтоне врсте, иако нису у стању да опстану без човекове помоћи (нпр. ван кавеза или стакленика) пошто долазе из топлијих, често тропских крајева. Многе алохтоне врсте човек гаји или сади плански, и не представљају никакву опасност по локални биодиверзитет, на пример дрво пауловнија или јелен лопатар. Друге плански увезене врсте могу да одмакну контроли, што се десило са багремом, који у појединим шумама постаје самоникла монокултура. Његов сродник багренац унесен је неплански, и такође је пошаст, нарочито за шуме уз реке.
Уколико нека животињска врста одбегне из узгоја, или се гајена биљна врста спонтано рашири из баште, алохтоне врсте постају проблем. Ако се шире великом брзином, онда постају инвазивне врсте. Ако нису инвазивне али ипак дође до спонтаног раширења –  у зависности од интензитета ширења и степена прилагодљивости – говоримо о одомаћеним или натурализованим врстама. То су углавном оне стране врсте које су у ново поднебље стигле веома давно (пре неколико векова). Најпознатије одомаћене интродуковане врсте су чичока, бизамски и сиви пацов (Rattus norvegicus), фазан (стигао је из Азије путем Римљана), гугутка и риба бабушка.
Код биљака, врсте које су стигле у релативно скоријем периоду и постале део домаће флоре зову се неофите (енгл. Neophyte). Већина људи не зна да су свакодневни корови као што су репушњача и жути ноћурак пореклом из Америке – прва врста је у Европу стигла 1653. године, а друга је присутна чак од 1619. За разлику од њих, постоје биљне врсте за које постоје докази да су у одређеном поднебљу присутне од праисторије, те се зову археофите (енгл. Archaeophyte).

## Најпознатији примери
Најпознатији примери алохтоних врста су амброзија, која представља велики проблем за алергичне особе (први пут забележена у природи 1860.), као и азијска бубамара (Harmonia axyridis). Људи се све више жале и на присуство великог броја смрдибуба и то врсте Halyomorpha halys која као и бубамара долази из Кине.
Дунавом харају амерички ракови Orconectes limosus и Pacifastacus leniusculus уништавајући локалну популацију риба.
У Западној Европи, у слободној природи живе и размножавају се мали александар папагаји. У истим земљама потпуно одомаћено живи и северноамерички ракун.
Новије се због климатских промена у Европи појављују и егзотични комарци, као што је тиграсти комарац, преносник опасних болести као што је вирус Западног Нила.